# Nowa Kuźnia (Bolesławiec, Baja Silesia)
Nowa Kuźnia es una localidad del distrito de Bolesławiec, en el voivodato de Baja Silesia (Polonia). Se encuentra en el suroeste del país, dentro del término municipal de Gromadka, a unos 6 km al nordeste de la localidad homónima y sede del gobierno municipal, a unos 23 al nordeste de Bolesławiec, la capital del distrito, y a unos 90 al oeste de Breslavia, la capital del voivodato. En 2011, según el censo realizado por la Oficina Central de Estadística polaca, su población era de 419 habitantes. Nowa Kuźnia perteneció a Alemania hasta 1945.